# Нахавандски округ
Округ Нахаванд (персијски: شهرستان نهاوند) је округ у провинцији Хамадан у Ирану. Главни град округа је Нахаванд. По попису становништва из 2006. године, становништво округа било је 178.683, у 46.283 породице.  Округ је  подељен у четири округа: Централни округ, Округ Гијан, Округ Зарин Дашт и Округ Хезел. Округ има четири града: Нахаванд, Барзул, Гијан и Фирузан.